# Agatone (figlio di Tirimma)
Agatone (in greco antico: Ἀγάθων?, Agáthon; ... – 324 a.C.) è stato un militare macedone antico.
Figlio di Tirimma, fu comandante di cavalleria tracia durante la campagna di Alessandro. Contribuì all'assassinio di Parmenione, ma in seguito fu giustiziato da Alessandro.